# Herzel-Polka
Die Herzel-Polka ist eine Polka von Johann Strauss (Sohn) (op. 188). Das Werk wurde am 3. Februar 1857 im Tanzlokal Zum Sperl in Wien erstmals aufgeführt.

## Einzelnachweis
1. ↑  Quelle: Englische Version des Booklets (Seite 57) in der 52 CDs umfassenden Gesamtausgabe der Orchesterwerke von Johann Strauß (Sohn), Hrsg. Naxos (Label). Das Werk ist als zweiter Titel auf der 20. CD zu hören.